# Лялько, Кристина Алексеевна
Кристина Алексеевна Лялько (30 марта 1956, д. Ходюки, Лидский район, Гродненская область) — белорусская писательница, переводчица, журналистка.

## Биография
После окончания Тарновской средней школы (1973) работала бухгалтером в Радивонишкавским сельсовете Лидского района. Окончила филологический факультет БГУ. Работала в Литературном музее Янки Купалы, еженедельнике «Літаратура і мастацтва», журнале «Беларусь». Главный редактор католических журналов «Наша Вера» и «Ave Maria».

## Творчество
Первые стихи опубликовала в 1971 году в Лидской газете «Уперад». Автор книг прозы «Дарога пад гару», «Світанак над бярозамі» и книги поэзии «На далонях любові». В её обработке вышел сборник народных сказок «Хітрэй свету не будзеш». Перевела на белорусский язык очерк Владислава Сырокомли «Мінск», книги Папы Иоанна Павла II «Пераступіць парог надзеі», «Дар і Таямніца», «Устаньце, хадзем!», «Памяць і самасвядомасць», энциклики «Fides et ratio», "Ecclesia de Eucharistia «, Апостольский письмо о Розарии» Rosarium Virginis Mariae ", произведения Яна Твардовского и другие богословские произведения.